# Kokura

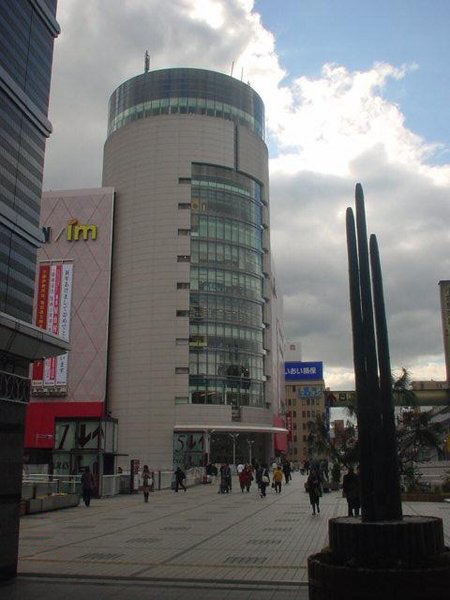
Centro Comercial Isetan, Kokura.

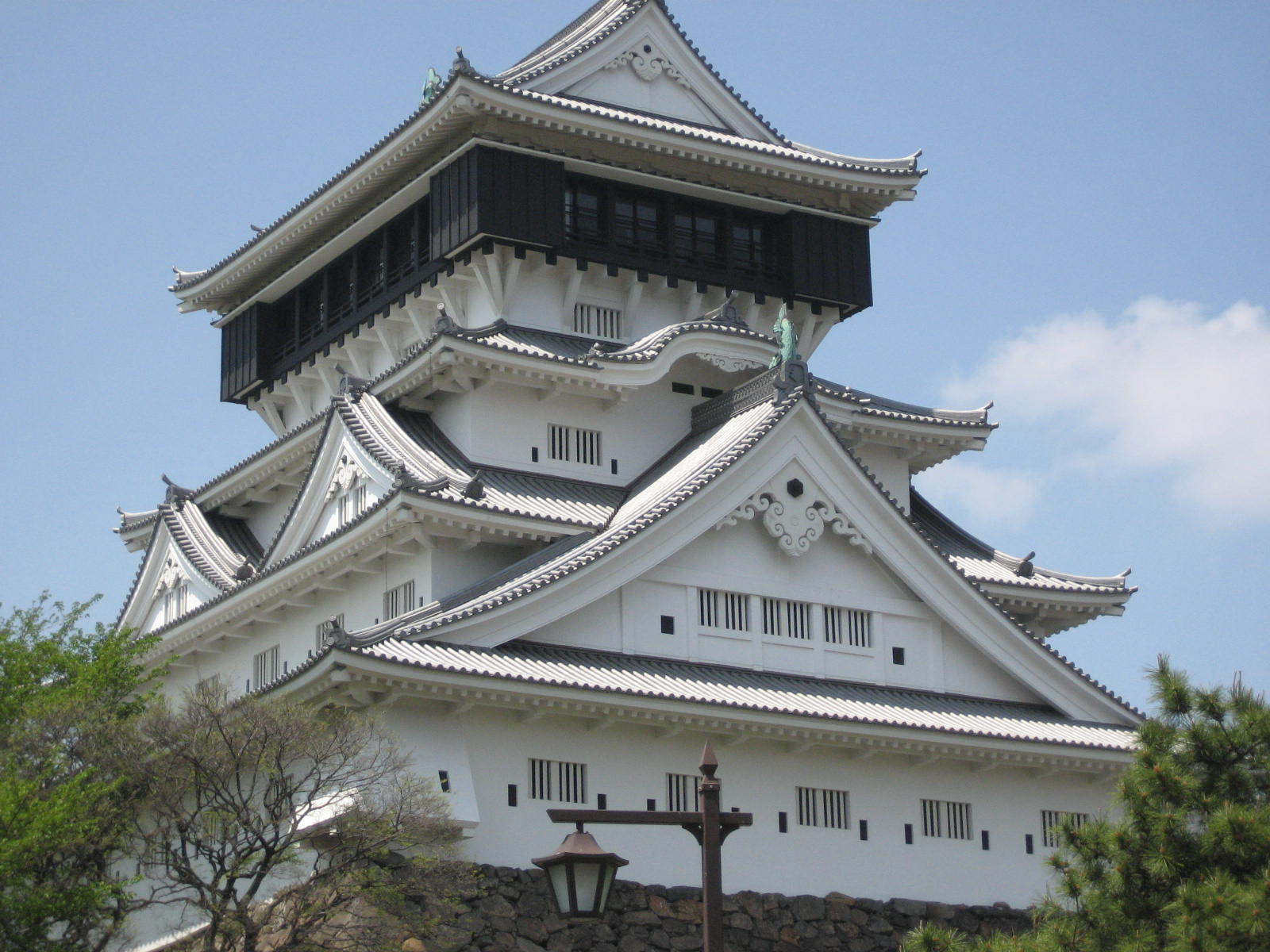
Castillo de Kokura.

Kokura (小倉市 Kokura-shi?) es un antiguo castillo amurallado y el centro de Kitakyushu, Japón, que protegía los estrechos de Shimonoseki entre Honshu y Kyushu. Kokura es también el nombre de la penúltima estación en la zona sur del Sanyō Shinkansen.

## Historia

### Período Edo
Los clanes Ogasawara y Hosokawa fueron Daimyos en el Castillo de Kokura durante el Período Edo (1603–1868).
Miyamoto Musashi, un espadachín samurai, autor del El libro de los cinco anillos y fundador de Hyoho Niten Ichi-ryū, famosos por utilizar dos espadas, vivió brevemente en 1634 en el castillo Kokura bajo el patronato de los clanes Ogasawara y Hosokawa.

### Período Meiji
Luego de finalizar el shogunato Tokugawa, Kokura fue sede del gobierno de la Prefectura de Kokura. 
Cuando se instauró el sistema de ciudades, pueblos y villas, el poblado de Kokura fue uno de los 25 pueblos en la prefectura, que posteriormente se fusionó con la Prefectura Fukuoka. En 1900 Kokura fue elevado al rango de ciudad.

### Segunda Guerra Mundial
Kokura fue el objetivo alternativo de la bomba "Little Boy" el 6 de agosto de 1945, en caso de que el cielo sobre Hiroshima estuviera nublado. Kokura también fue el objetivo primario de la bomba "Fat Man" el 9 de agosto de 1945, pero la mañana del ataque, la ciudad estaba cubierta de nubes y humo producto de incendios causados por el bombardeo el día anterior de la ciudad de Yahata. Como las órdenes del comandante el Mayor Charles Sweeney eran lanzar la bomba mediante el procedimiento visual y no utilizando ayuda de radar, es que Sweeney decidió dirigirse al objetivo alternativo que era Nagasaki.

## Festivales
El festival Gion de Kokura es denominado el “Gion de los tambores” y en el mismo se celebra la vida del héroe folclórico local  Muhomatsu.